# Birsig
Birsig er en lille flod som har sit udspring i den østlige del af Frankrig, nær den schweiziske grænse. Birsig er ca 21 km lang, og har et afvandingsareal på omkring 81 km². Den krydser grænsen mellem Frankrig og Schweiz flere gange gennem Birsigdalen og løber gennem byen Basel, hvor den munder ud i Rhinen som en biflod fra venstre.
Birsings løb var oprindeligt åbent gennem Basel, men i dag er bredden bygget op for at have kontrol over flodens løb og derved undgå vandskade på byens huse. Floden løber tæt ved husene i den lavere del af byen, hvor mange broer er ført over den. Tidligere fungerede floden som kloakafløb fra husene, hvilket var en smittekilde til kolera og tyfus. Der er i dag kun et par hundrede meter af floden omkring dyreparken i byen, hvor man kan se den løbe frit. 
47°33′37″N 7°35′17″Ø / 47.56028°N 7.58806°Ø